# Пуэрария дольчатая
Пуэра́рия до́льчатая, или Пуэрария ло́пастная (лат. Pueraria montana var. lobata), или кудзу (яп. 葛), кит. упр. 葛, пиньинь gé, палл. гэ) — вид растений из рода пуэрария семейства бобовых.
В условиях влажных субтропиков часто образует непроходимые заросли и служит укрытием для птиц, насекомых и змей.
Размножается преимущественно вегетативно. Иногда выступает как злостный интродуцент, подавляющий местную флору. Используется в кухнях ряда народов мира.

## Распространение и среда обитания

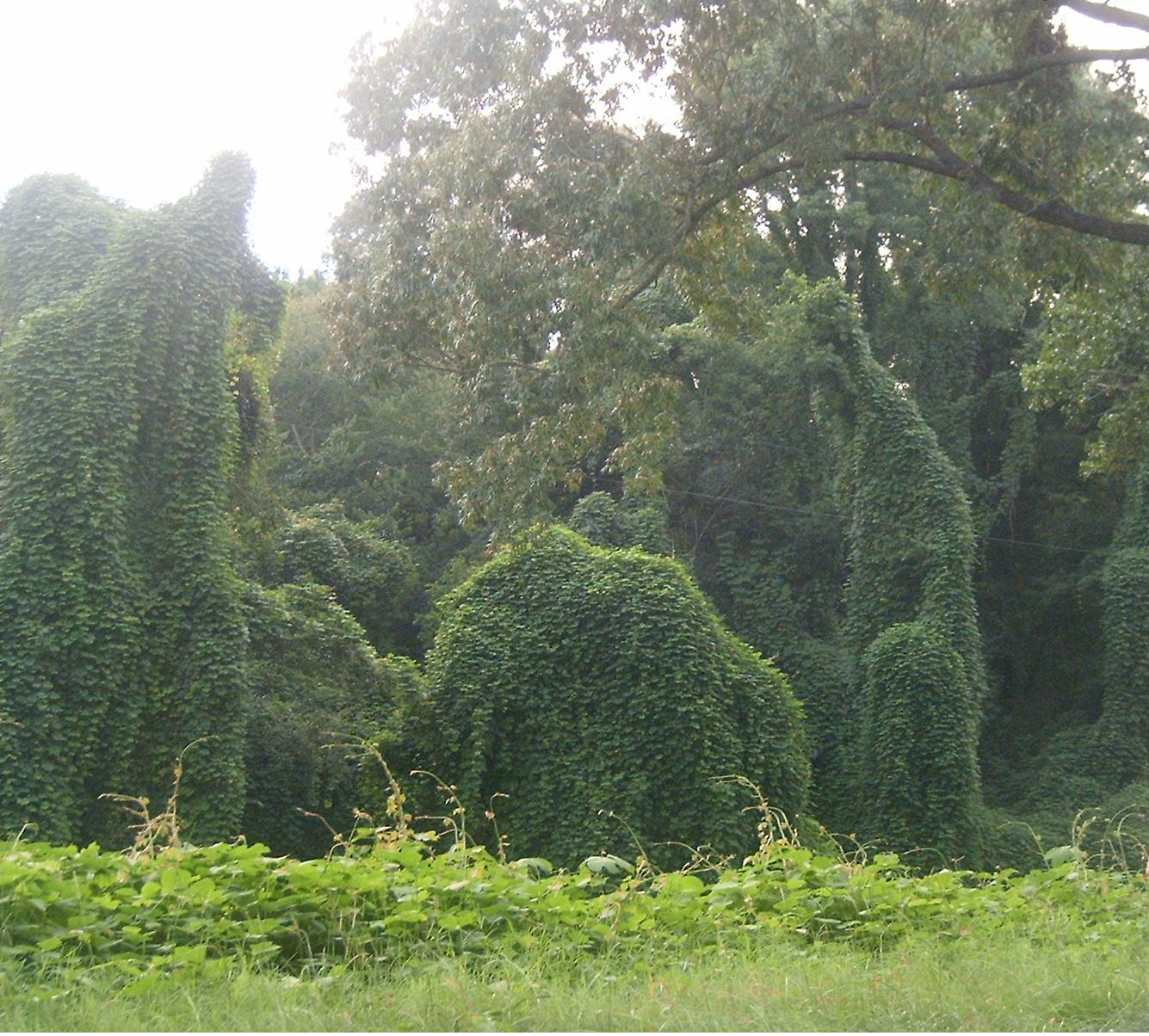
Джунгли из пуэрарии кудзу в Миссисипи, образующие причудливые формы на останках старых деревьев, увитых лианами. На переднем плане молодые побеги

В диком виде встречается в тропических и субтропических регионах Восточной и Юго-Восточной Азии. В естественном виде в России пуэрария встречается только на крайнем юге Хасанского района Приморского края. Из-за небольшой площади произрастания, периферийности ареала и довольно суровых для этого субтропического растения зим, её благостояние на юге Приморья находится под угрозой.  Решением Приморского крайисполкома (1980) она была признана регрессирующим реликтовым видом Приморья и внесена в список охраняемых растений.
Однако в условиях влажных субтропиков пуэрария процветает. После успешной акклиматизации в России встречается на Черноморском побережье Кавказа, где фактически является сорняком, а также на юге Приморья — где является исконным растением; выращивается любителями и в других, более северных регионах. В США была завезена для борьбы с эрозией глинистых почв юга, одичала и стала неотъемлемой частью ландшафта юга США, фактически также превратившись в злостный сорняк.

## Ботаническое описание
Пуэрария дольчатая — лазающее лиановидное растение. Полностью увивает собой деревья, кустарники, столбы, постройки, неровности рельефа (котлованы, холмы, уступы, утёсы, вымоины, обрывы и т. п.).
Растение многолетнее, на опоре при мягких зимах на второй год жизни достигает высоты 20—30 м или же стелется горизонтально на такую же длину.
Корни уходят вглубь на глубину до 15 м. Корневище переносит морозы до −15 °C. Имеются толстые мясистые клубни.
Стебель весь покрыт жёсткими желтыми волосками.
Листья крупные, сложные, тройчатые. Верхушечный листочек ромбовидно-яйцевидный, длиной 5,5—19 см, шириной 4,5—18 см, опушён с обеих сторон, боковые листочки широкояйцевидные. Зимой листья опадают，в Китае листопадно-безлистный сезон для пуэрарии дольчатой продолжается с декабря по март включительно.
Цветёт в конце лета (в Китае — с июня по август включительно) соцветиями ароматных фиолетовых цветков. Тип соцветия — пазушная кисть. Обе стороны чашечки покрыты мягкими жёлтыми волосками. Венчик — пурпурно-красный, в центре паруса — жёлтое пятно.

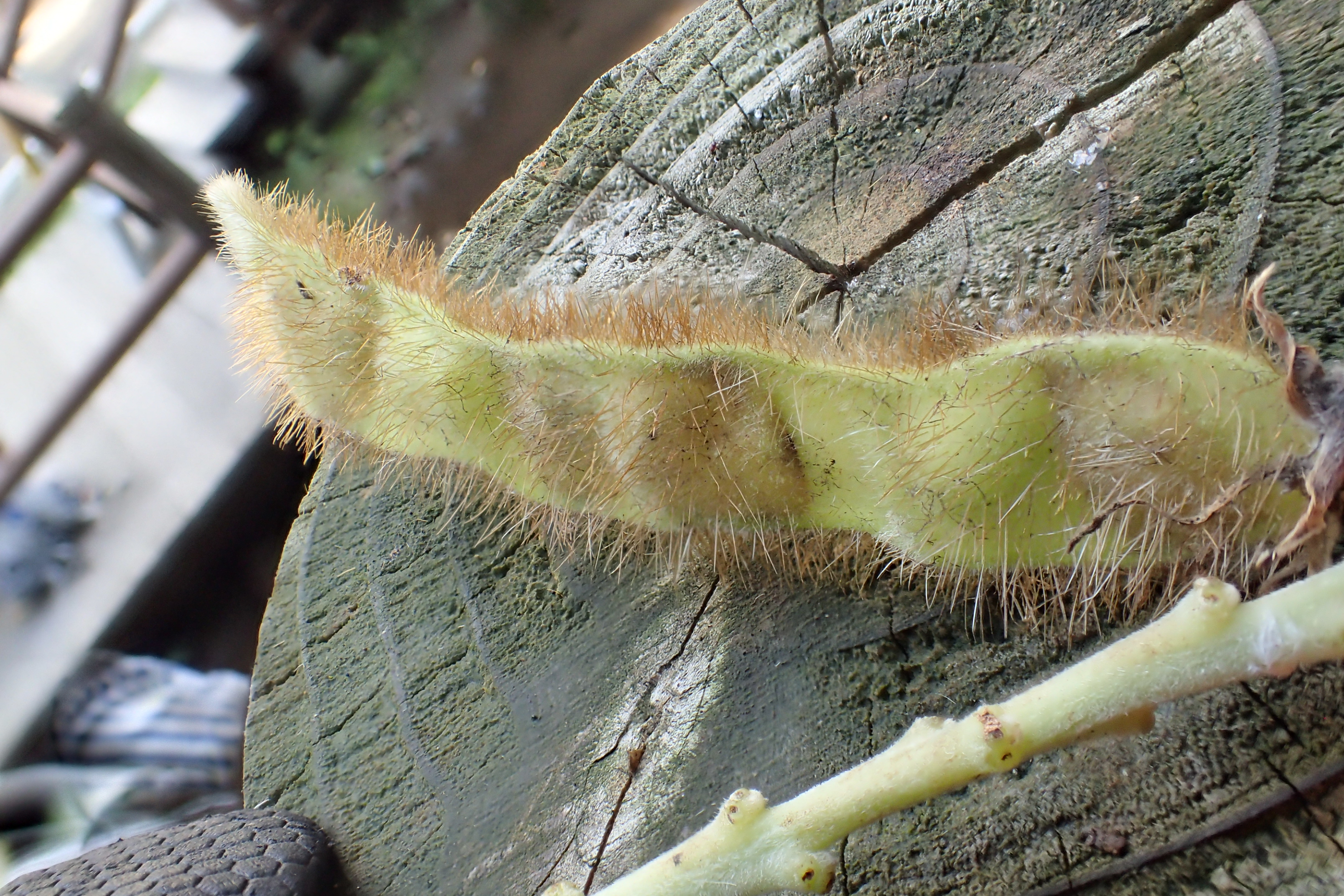
Плод-боб пуэрарии дольчатой

Плоды — уплощённые бобы длиной 5—10 см, покрытые длинными жёсткими жёлтыми волосками, с шестью-восемью семенами — созревают к октябрю (в Китае плодоношение — с августа по октябрь включительно).
Растение предпочитает влажный субтропический климат, хорошо переносит высокую солнечную радиацию.

## Хозяйственное значение и применение
Поедается скотом (особенно любят её козы). Используется в пищу: листья идут на изготовление салатов, голубцов, из цветов приготавливают нежное по вкусу варенье, богато углеводами (в том числе используется как источник крахмала). В сельском хозяйстве растение ранее использовалось для контроля эрозии почв. С этой целью пуэрария была завезена в США из Японии в 1876 году. В начале 1950-х Министерство сельского хозяйства США поощряло её культивацию для уменьшения эрозии почв. Ныне причисляется к сорнякам.
В СССР успешно культивировалась и одичала в Крыму и на Кавказе.
Содержит изофлавон en:daidzin (7-O-глюкозид даидзеина (en:daidzein)), который показывает потенциал для лечения алкоголизма. В корнях растения содержится изофлавон пуэрарин, который потенциально может оказаться новым лекарством от ожирения, понижая всасывание жира в кишечнике.

## История использования

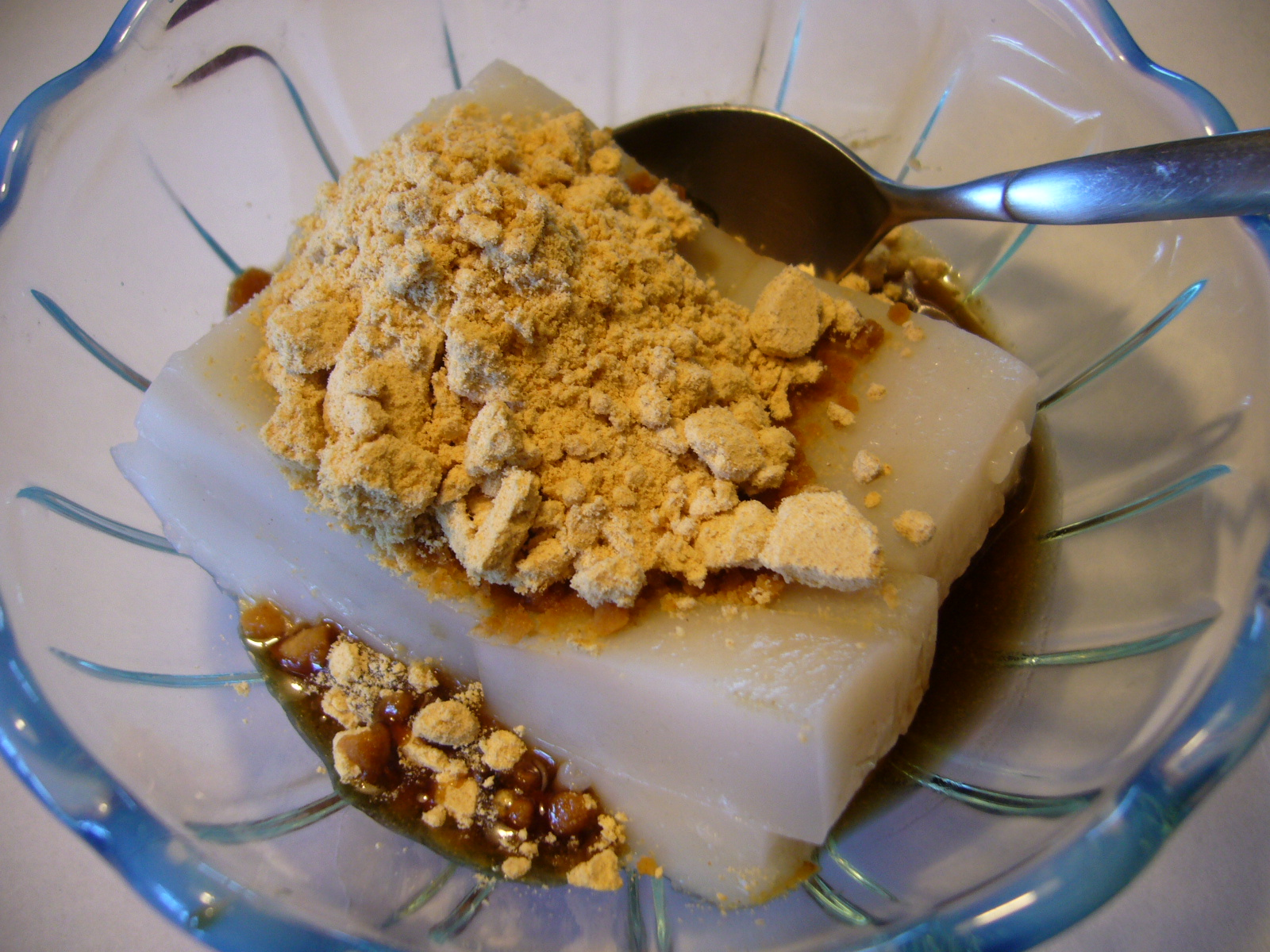
Кудзумоти.

Пуэрария издавна известна в Японии и Китае. Упоминается, в частности, в 15 главе трактата Баопу-цзы Гэ Хуна, где готовится из цветов снадобье, вызывающее вещие сны. Сама фамилия знаменитого даосского рода Гэ (в которую входят Гэ Хун, Гэ Сюань, Гэ Чаофу) означает пуэрарию.
В японской кухне используется для приготовления разновидности моти под названием «кудзу-моти».
Гарвардский медицинский институт изучает пуэрарию как возможное лекарство от пристрастия к алкоголю. Вероятно, имеется потенциал её использования для лечения болезни Альцгеймера.
Из волокон покровов стебля пуэрарии в Китае изготавливают ткань (кит. упр. 葛布, палл. гэбу), в частности, для летней одежды.
Фитотерапевты рекомендуют её для лечения аллергии и диареи. В традиционной китайской медицине пуэрария считается одной из 50 важнейших трав, её крупные мясистые корни известны под названием «гэгэнь» (кит. 葛根) и помимо медицинских целей могут служить источником крахмала. Пуэрарию используют для лечения головокружения, шума в ушах и перегрева. В Древнем Китае считалось, что корень пуэрарии предотвращает чрезмерное употребление алкоголя, а цветы выводят яды из организма.